# Юр'ївка (Бердянський район)
Ю́р'ївка — село в Україні, у Коларівській сільській громаді Бердянського району Запорізької області. До 2020 року орган місцевого самоврядування — Софіївська сільська рада. Населення становить 933 осіб.

## Географія
Село Юр'ївка розташоване на лівому березі річки Лозуватка, у північно-західній частині Бердянського району, за 33 км від міста Приморськ та за 13 км від залізничної станції Єлизаветівка. Вище за течією на відстані 3 км розташоване село Зеленівка, нижче за течією на відстані 5 км розташоване село Софіївка. Селом протікає пересихаючий струмок із загатою та проходить автошлях національного значення Н30.

## Історія
Село засноване у 1860 році на місці ногайського поселення Беш-Аул державними селянами з села Миколаївки Бердянського повіту, переселенцями з Ахтирського повіту Харківської губернії та з Дніпровського повіту Таврійської губернії.
Під час організованого радянською владою Голодомору 1932—1933 років померло щонайменше 127 жителів села.
12 червня 2020 ррку розпорядженням Кабінету Міністрів України Софіївська сільська рада об'єднана з Коларівською сільською громадою.
17 липня 2020 року, в результаті адміністративно-територіальної реформи та ліквідації Приморського району, село увійшло до складу Бердянського району.

## Населення

### Мова
Розподіл населення за рідною мовою за даними :
| Мова       | Кількість | Відсоток |
| ---------- | --------- | -------- |
| російська  | 531       | 56.91%   |
| українська | 395       | 42.34%   |
| вірменська | 7         | 0.75%    |
| Усього     | 933       | 100%     |

## Об'єкти соціальної сфери
- Середня загальноосвітня школа
- Заклад дошкільної освіти
- Клуб
- Фельдшерсько-акушерський пункт